# Абдурахман Герменчукский
Шейх Абдурахман Герменчукский — один из лидеров национально-освободительного движения в Чечне в 1820—1830 годах, кадий Герменчука.
Считался одним из самых авторитетных людей в Чечне. Был союзником имама Дагестана Гази-Магомеда в борьбе против российской экспансии, относился к лагерю непримиримых, не допускал разговоры о возможных переговорах с российскими властями, на всех собраниях чеченских старшин выступал за решительные военные действия.
Погиб в 23 августа 1832 года при взятии чеченского села Герменчук, вместе с 70 мюридами был заживо сожжён в оборонительной башне села. Этот случай описан русским поэтом Александром Полежаевым в своём стихотворении «Кладбище Герменчугское».

## Биография

### Взятие Герменчука
22 август 1832 года барон Розен в целях раздробить силы чеченцев и дагестанцев, решает взять один из оплотов сопротивления чеченское село Герменчук. Российским войскам подойти к селу без шума не удалось из-за чего бой начался ещё на подступах к ближайшим хуторам, связи, с чем было решено отложить штурм села до утра. Таким образом, жители Герменчука получили возможность подготовиться к обороне села. Уже первые часы боя показали, что при каждом штурме гибнут десятки солдат. Только к обеду русским удалось войти в село.
Во время взятия села каждый дом в превратился в отдельную крепость, дома жителей уничтожались прямой наводкой российской артиллерии. Раненые с кинжалами бросались на цепи, женщины в последний момент, не желая попасть в плен к царским войскам, последовали примеру мужчин, заставляя солдат стрелять в них в упор. К вечеру оставшиеся в живых защитники Герменчука, собрались в центре села в башне.
Русские попытались вести переговоры о сдаче, но это не дало никаких результатов; на все предложения чеченцы засевшие в башни отвечали выстрелами. Из башни слышался зикр «Ля иляха Илля ллах», подхваченный всеми 60 мюридами. Тогда башню решили поджечь.
Чем больше разгорался охватывающий мюридов огонь, тем громче звучал зикр. Долго ещё наблюдали солдаты за происходящим, пока голос горящих в огне мюридов не затих. Обвалившаяся башня похоронила 60  мюридов.